# Kotlas
Kotlas (Russisch: Котлас) is een stad in het zuiden van de Russische oblast Archangelsk. De stad ligt op 600 kilometer ten zuidoosten van Archangelsk aan de monding van de rivier de Vytsjegda, waar deze haar monding heeft in de Noordelijke Dvina. Kotlas is het bestuurlijk centrum van het district Kotlasski. De stad heeft de grootste papiermolen van Rusland en vormt daarnaast een groot centrum voor de houtindustrie en een haven en spoorknooppunt aan een van de lijnen van de Noordelijke spoorlijn van Centraal-Rusland naar de deelrepubliek Komi. Bij de stad ligt ook de luchthaven Kotlas.

## Geschiedenis

### Pyras
Vanaf de 14e eeuw is bekend dat er een nederzetting van de Komi lag met de naam Pyras of Oest-Pyras. Dit was een centraal punt voor de Komi en vormde de basis vanuit waar de Russisch-orthodoxe Kerk haar bekeringswerk begon onder de Komi vanaf de 14e eeuw. Pyras bleef lange tijd een klein plaatsje waarvan het merendeel van de bevolking actief was in de landbouw. Daar de arme gronden er erg leem- en kleiachtig, dan wel zandachtig waren, werkte een groot deel van de landarbeiders als seizoensarbeider in andere plaatsen.

### Opkomst als overslagplaats voor graan
In 1894 kwam een expeditie onder leiding van de Russische minister van financiën, Sergej Witte naar de plaats op zoek naar een goede locatie voor een haven aan de Noordelijke Dvina voor de export van Siberisch graan, dat via Perm en Vjatka naar de haven van Archangelsk kon worden overgebracht, om het van daaruit te kunnen exporteren. Bij Kotlas vond men een geschikte locatie voor de overslagplaats van land naar rivier.
In 1895 werd door het ministerie van transport het bevel gegeven tot de aanleg van een spoorlijn vanaf Perm via Vjatka naar de plaats van het huidige Kotlas. De aanleg werd gefinancierd door handelaren en industriëlen, die waren geïnteresseerd in de export van Siberisch graan, boter, vlas en bont naar buitenlandse markten. In januari 1899 bereikte deze spoorlijn de plaats en werd de lijn officieel geopend. De eerste jaren viel het vervoer over de lijn echter tegen. Kotlas werd echter langzamerhand tot een overslagpunt voor riviervaartuigen met tarwe, hout, oliën en bont. Eerder was in 1858 een stoombootdienst over de Noordelijke Dvina in dienst gesteld, die voer tussen Veliki Oestjoeg - waar deze haar hoofdkantoor had - en Archangelsk. Vanaf 1898 begon een samenwerkingsverband van schipeigenaren een lijnvaartdienst voor Siberisch graan vanaf Kotlas naar Archangelsk en vanaf 1899 vanaf Archangelsk ook naar Europa.

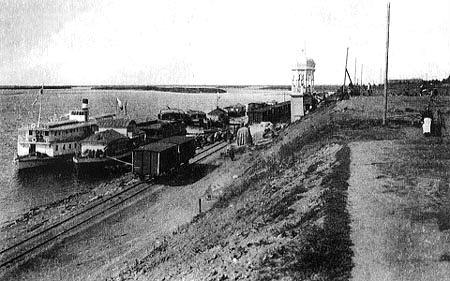
Werven van Kotlas begin 20e eeuw

Verschillende schrijvers merkten op dat de plaats zich behoorlijk had ontwikkeld aan het begin van de 20e eeuw en in 1910 kwam een lokale zemstvo van Vologda naar de plaats en gaf aan dat in de nabije toekomst een samenvoeging zou kunnen plaatsvinden met de nabijgelegen dorpen Petroechinskaja en Zjernakovo. Door de komst van de spoorlijn was Kotlas uitgegroeid tot een kleine gemeenschap, bestaande uit een spoorwegnederzetting, enkele dorpen en kerkhofjes. De huizen waren grotendeels van hout; alleen het spoorweggebouw en enkele gerelateerde gebouwen waren van steen. In 1910 kwam ook een dokterstation in Kotlas, dat patiënten die verpleging behoefden doorstuurde naar Solvytsjegodsk en Veliki Oestjoeg. Het onderwijs werd aanvankelijk gegeven op een parochieschool, maar vanaf 1903 in een schoolgebouw naast het spoorwegstation, waar in 1907 ook een technische school voor de spoorwegen haar werk begon. De industrie was begin 20e eeuw uitgegroeid van een 18e-eeuwse primitieve zaagmolen, naar drie stoomaangedreven korenmolens. Ook ontstonden er 4 bakkerijen, waar crackers en kalatsjen werden gebakken voor Archangelsk. Ook de handel in vooral meel ontwikkelde zich: Er ontstonden marktstallen, winkels (vooral in Zjernakovo) en taveernes. Ook zetten de Siberische ondernemers die de spoorweg hadden gefinancierd een aantal handelsbedrijven op in de plaats en startten enkele banken een filiaal in de plaats.
De overzeese handel in het noorden van Europees Rusland kwam al snel in handen van Engelse en Amerikaanse bedrijven. De handel groeide en er verschenen grote pakhuizen langs de rivierkade. Vooral meel en rogge waren veel verscheepte goederen. Ook goedkopere materialen als brandhout, zaaghout en bouwmaterialen werden veel verscheept.

### Russische Burgeroorlog
De Voorlopige Regering gaf op 3 juni 1917 Kotlas de status van stad bij de samenvoeging van de spoorwegplaats met drie andere nederzettingen. Twee maanden eerder was de eerste sovjet opgezet in Kotlas als gevolg van de Februarirevolutie. Na de Oktoberrevolutie kwam de macht over Kotlas in handen van deze raad van arbeiders, soldaten en boeren. In de winter van 1918, na het uitvaardigen van de wet "over de nationalisatie van de handelsvloot", nationaliseerden zij de riviervloot, alle haveninstallaties en warenhuizen. In maart 1918 landden buitenlandse interventietroepen in Moermansk als onderdeel van de Noord-Ruslandcampagne, waarop Archangelsk werd geëvacueerd door de bolsjewieken. Op 2 augustus 1918 landde daar een expeditieleger van 500 Britten, gevolgd door een leger van 5000 Amerikanen op 4 augustus tijdens de IJsbeerexpeditie. De troepen wisten op te rukken tot Sjenkoersk. In Kotlas bereidde men zich ondertussen voor op een aanval en in augustus werd de staat van beleg afgekondigd. Er werd een verdedigingscommissie opgesteld, er werd een kordon gelegd in de Noordelijke Dvina op 120 kilometer ten noorden van de stad en er werden een aantal gordels van landmijnen gelegd rond de stad. In de herfst van 1918 verzamelde zich een grote concentratie van geallieerde troepen ten noorden van Kotlas met als doel de stad te veroveren en door te kunnen stoten naar Vjatka (Kirov). Ze wilden haast maken omdat de rivier snel zou bevriezen. Na een opmars van 300 kilometer over de Noordelijke Dvina werden ze echter tot stoppen gebracht door het Zesde Sovjetleger en de Rode Noordelijke Dvina-flottielje. Rode flottieljeleider Pavlin Vinogradov zag in dat, wilde hij de interventietroepen tot staan brengen, hij nu actie moest ondernemen. In de nacht van 10 op 11 augustus voer hij met gedoofde lichten op het geallieerde steunpunt Bereznik op 150 kilometer ten noorden van Kotlas en viel aan. Na een strijd van iets meer dan 2 uur had hij de interventietroepen voor het eerst een grote nederlaag toegebracht. Lenin had aangegeven dat Kotlas tegen elke prijs moest worden verdedigd.
Een groot bolsjewistisch offensief in januari 1919 deed de interventietroepen zich weer terugtrekken. Kotlas werd een groot steunpunt van de bolsjewieken tegen de witten als een bevoorradingsplaats voor de Noordelijke Vloot.

### Periode tussen de wereldoorlogen
Na de oorlog werden de spoorlijnverbindingen en het riviertransportsysteem weer hersteld. In 1922 werd het eerste stadsplan opgesteld, waarbij het toekomstige aantal inwoners werd ingeschat op 20.000, bestaande uit vooral houten huizen met 1 verdieping. Kotlas was in die tijd nog een plaats zonder verharde wegen en straatverlichting. In die tijd werd ook de houtindustrie flink uitgebreid: tijdens de jaren van het eerste vijfjarenplan werd de basis voor de huidige industrie gelegd en steeg de hoeveelheid goederen die hier werd overgeslagen sterk. Hiervoor werd ook de spoorcapaciteit uitgebreid en werden reparatiefabrieken gebouwd voor schepen en treinen. Als gevolg van deze groei steeg het aantal inwoners van 4000 in 1926 naar 27.000 in 1939, waaronder 6.000 tot 7.000 industriearbeiders. In die tijd bevonden de belangrijkste gebouwen zich tussen de spoorlijn en de rivieroever ten noorden daarvan. Pas later begon men ook ten zuiden van de spoorlijn de stad uit te breiden met houten huizen. In 1937 kreeg de stad een eigen energiecentrale en werden veel publieke gebouwen, zoals de scholen, overheidsinstellingen en culturele centra voorzien van elektrisch licht.

### Kotlas als Goelaglager
Vanaf de jaren 30 werd het een centrum van de Goelag onder de naam KotlasLag voor met name koelakken, die te werk gesteld werden in de bosbouw. Later moesten hier ook andere soorten gevangenen dwangarbeid verrichten. In de jaren 20 en 30 werden hele Poolse dorpen hierheen verplaatst, waardoor een grote groep Polen in het gebied kwam. In 1938 werd het regionale hoofdkantoor van de Goelag in Kotlas gebouwd. Vanaf 1939 werd door de Goelagdwangarbeiders gebouwd aan een spoorlijn van Konosja via Kotlas naar de steenkoolmijnbouwgebieden van Vorkoeta. In 1953 werden de Goelagkampen gesloten, al bleef er nog wel tot in de jaren 60 een kamp voor de bouw van de grootste cellulose-papierfabriek van de Sovjet-Unie, die in 1961 startte met de productie. Daarnaast werden gevangenen in de jaren 50 en 60 ingezet in de woningbouw en voor het vellen van bomen. Voor het vervoer van de gevangenen door de straten van Kotlas werden vrachtwagens ingezet, die waren vermomd als koelwagens. Veel gevangenen bleven later in Kotlas wonen.

### Tweede Wereldoorlog
Aan het begin van de oorlog werden ongeveer 1500 Kotlassers, waarvan meer dan de helft uit vrouwen bestond, naar het Karelië gestuurd om daar fortificaties te bouwen tegen het binnengerukte Duitse leger. Hiervoor werden wegen, bruggen en oversteekplaatsen gebouwd. Daarnaast werden ook inwoners gemobiliseerd om verdedigingswerken bij Vologda te bouwen. De industrie werd binnen een maand omgebouwd voor de defensie. In Kotlas werden veldbruggen en hulzen voor 100-kg bommen gefabriceerd. Doordat de mannen naar het front moesten, werkten vooral vrouwen en tieners in de fabrieken. Na de voltooiing van de spoorlijn naar Vorkoeta op 28 december 1941 en de ingebruikneming in de zomer van 1942 steeg het transport vanuit daar sterk. Grote voorraden steenkool en vloeibare brandstof werden vanuit Vorkoeta via Kotlas over de Noordelijke Dvina naar de Noordelijke Vloot gebracht. Veel Kotlassers vochten mee bij belangrijke slagen in de oorlog en hiervoor werden ook een aantal onderscheiden, waarvan Nikolaj Koeznetsov uit het nabijgelegen dorpje Medvedki de belangrijkste was. Van de ongeveer 40.000 personen die naar het front werden gestuurd vanuit Kotlas en de omliggende districten, kwamen meer dan 12.000 mensen om en raakten er bijna 4.000 vermist.

## Na de Tweede Wereldoorlog
Na de oorlog werden een aantal vernieuwingen doorgevoerd op de belangrijkste botenwerf, waarbij onder andere de assemblagelijn werd ingevoerd, waardoor de productiviteit met 30 tot 40% toenam en de productiekosten werden verlaagd. Ook andere investeringen zorgden voor een groei van de productie.
Er werd ook een netwerk van autowegen aangelegd, waardoor Kotlas met de meeste omringende plaatsen werd verbonden. Voor de stijgende bevolking werd ook voedingsmiddelenindustrie opgezet in de stad. In de jaren 60 begon de bouw van de typische Sovjetflatgebouwen met 4 tot 5 verdiepingen. Ook werd het publieke voorzieningenniveau uitgebreid. Zo kreeg de stad onder andere een luchthaven en een hotel.

## Klimaat
| Maand                       | jan | feb | mrt | apr | mei | jun | jul | aug | sep | okt | nov | dec | Jaar |
| --------------------------- | --- | --- | --- | --- | --- | --- | --- | --- | --- | --- | --- | --- | ---- |
| Hoogste maximum (°C)        | 6   | 5   | 15  | 27  | 32  | 33  | 34  | 32  | 29  | 22  | 11  | 6   | 34   |
| Gemiddeld maximum (°C)      | −11 | −9  | −2  | 7   | 14  | 21  | 23  | 20  | 13  | 4   | −3  | −8  | 6    |
| Gemiddelde temperatuur (°C) | −15 | −12 | −5  | 2   | 9   | 14  | 17  | 14  | 8   | 1   | −5  | −11 | 1    |
| Gemiddeld minimum (°C)      | −18 | −17 | −11 | −3  | 3   | 9   | 12  | 9   | 5   | −1  | −8  | −14 | −3   |
| Laagste minimum (°C)        | −47 | −45 | −36 | −30 | −13 | −3  | −1  | −4  | −7  | −23 | −37 | −45 | −47  |
|                             |     |     |     |     |     |     |     |     |     |     |     |     |      |
| Neerslag (mm)               | 32  | 22  | 23  | 33  | 45  | 55  | 71  | 64  | 53  | 51  | 41  | 37  | 527  |
| Bron: (ru) Weer en klimaat  |     |     |     |     |     |     |     |     |     |     |     |     |      |

## Demografie
| 1911 | 1926  | 1939   | 1959   | 1970   | 1979   | 1989   | 2002   |
| ---- | ----- | ------ | ------ | ------ | ------ | ------ | ------ |
| 600  | 4.000 | 27.000 | 52.600 | 55.700 | 61.400 | 68.021 | 60.647 |

## Partnersteden
- Bachtsjysaraj (Oekraïne)
- Tarnów (Polen)
- Waterville (Verenigde Staten)

Bestuurlijk centrum: Archangelsk

Kargopol · Korjazjma · Kotlas · Mezen · Mirny · Narjan-Mar (Nenetsië) · Njandoma · Novodvinsk · Onega · Severodvinsk · Sjenkoersk · Solvytsjegorsk · Velsk